# Anglars-Nozac
Anglars-Nozac is een gemeente in het Franse departement Lot (regio Occitanie) en telt 260 inwoners (1999). De plaats maakt deel uit van het arrondissement Gourdon.

## Geografie
De oppervlakte van Anglars-Nozac bedraagt 9,9 km², de bevolkingsdichtheid is 26,3 inwoners per km².
De onderstaande kaart toont de ligging van Anglars-Nozac met de belangrijkste infrastructuur en aangrenzende gemeenten.

## Demografie
Onderstaande figuur toont het verloop van het inwonertal (bron: INSEE-tellingen).